# Stratencircuit Saint Petersburg

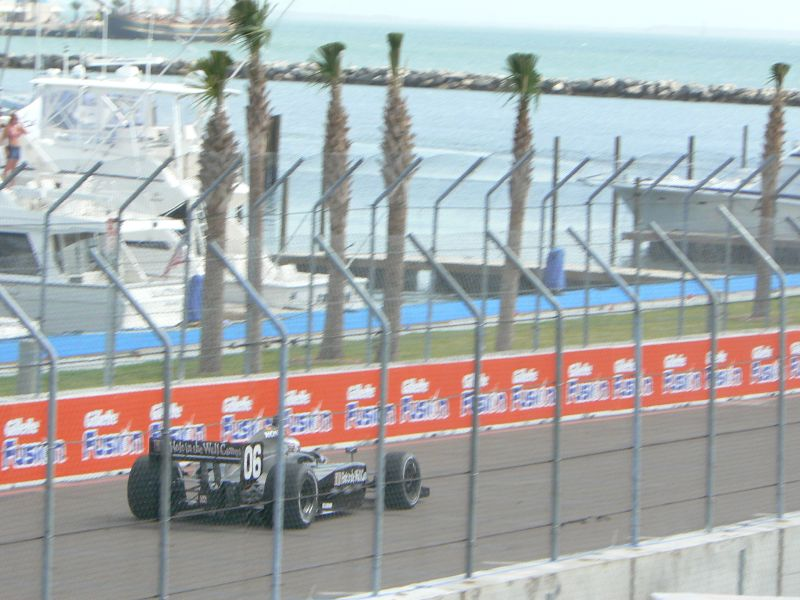
Winnaar Graham Rahal op het circuit in 2008.

Het circuit van Saint Petersburg is een stratencircuit gelegen in Saint Petersburg in de Amerikaanse staat Florida. Het heeft een lengte van 2,89 km. In 2003 werd het circuit eenmalig gebruikt voor een Champ Car race, die gewonnen werd door de Canadees Paul Tracy. Vanaf 2005 staat het circuit jaarlijks op de kalender van de IndyCar Series.
Vanaf 2005 worden er eveneens Indy Lights races gehouden. Nederlands coureur Junior Strous maakte in 2009 zijn debuut op dit circuit en won de twee races die gehouden werden op 4 en 5 april. Vanaf 2007 wordt op het circuit jaarlijks een American Le Mans Series-race gehouden. Co-rijders David Brabham en Scott Sharp wonnen de race van 2009.

## Winnaars
Winnaars op het circuit voor een race uit de Champ Car kalender.
| Jaar | Rijder     |
| ---- | ---------- |
| 2003 | Paul Tracy |

Winnaars op het circuit voor een race uit de Indy Racing League kalender.
| Jaar | Rijder            |
| ---- | ----------------- |
| 2005 | Dan Wheldon       |
| 2006 | Hélio Castroneves |
| 2007 | Hélio Castroneves |
| 2008 | Graham Rahal      |
| 2009 | Ryan Briscoe      |
| 2010 | Will Power        |
| 2011 | Dario Franchitti  |
| 2012 | Hélio Castroneves |
| 2013 | James Hinchcliffe |